# Lourdes Oyarbide
Lourdes Oyarbide Jiménez (Egino, Aspárrena, 8 de abril de 1994) es una ciclista española, profesional desde el año 2013 hasta su retirada en 2024. 
Es graduada en Ingeniería de Diseño Industrial y Desarrollo de Producto.

## Trayectoria deportiva
Destacó en categorías inferiores a nivel nacional hasta que en 2012 también comenzó a destacar en pruebas internacionales logrando ser 12.ª en el Tour de Bretaña femenino, 5.ª en el Campeonato Europeo Juvenil Contrarreloj y 10.ª en el Campeonato Mundial Juvenil Contrarreloj. Gracias a esos resultados debutó como profesional en 2013 con el Bizkaia-Durango.
En 2014 disputó su primer Mundial al sustituir en la prueba contrarreloj a la lesionada Leire Olaberria. Desde ese momento es una de las habituales de las convocatorias de la Selección de España.
En 2017 logra ser campeona de España Contrarreloj mientras que en 2019 logra ser campeona de España en ruta.
A finales de la temporada 2017, Lourdes fichó por el Movistar Team. Su buen rendimiento con el equipo le deparó sucesivas renovaciones, renovando en 2019 hasta finales de 2021, en 2021 por una temporada más y en 2022 renovando hasta 2023.
En octubre de 2023, tanto Movistar Team como Lourdes anunciaron en las redes sociales que Lourdes no continuaría en el equipo. El día 23 de ese mes, se anunció el fichaje de Lourdes por el Laboral Kutxa-Fundación Euskadi para la temporada 2024.
El 28 de octubre de 2024 anunció su retirada del ciclismo profesional.

## Palmarés
2017
- Campeonato de España Contrarreloj

2019
- 1 etapa de la Vuelta a Burgos
- 2.ª en el Campeonato de España Contrarreloj
- Campeonato de España en Ruta

2021
- 3.ª en el Campeonato de España Contrarreloj

## Resultados en Grandes Vueltas y Campeonatos del Mundo
Durante su carrera deportiva ha conseguido los siguientes puestos en las Grandes Vueltas femeninas y en los Campeonatos del Mundo en carretera:
| Carrera              | Carrera              | 2013 | 2014 | 2015 | 2016  | 2017 | 2018 | 2019 | 2020 | 2021 | 2022 | 2023  | 2024  |
| -------------------- | -------------------- | ---- | ---- | ---- | ----- | ---- | ---- | ---- | ---- | ---- | ---- | ----- | ----- |
|                      | Giro de Italia       | —    | —    | —    | 101.ª | —    | —    | —    | —    | —    | —    | —     | —     |
|                      | Tour de l'Aude       | X    | X    | X    | X     | X    | X    | X    | X    | X    | X    | X     | X     |
|                      | Tour de Francia      | X    | X    | X    | X     | X    | X    | X    | X    | X    | —    | —     | —     |
|                      | Vuelta a España      | X    | X    | 41.ª | 30.ª  | 23.ª | 29.ª | 18.ª | —    | 46.ª | —    | 102.ª | 107.ª |
| Mundial en Ruta      | Mundial en Ruta      | —    | —    | —    | —     | Ab.  | —    | 74.ª | —    | 77.ª | Ab.  | —     | —     |
| Mundial Contrarreloj | Mundial Contrarreloj | —    | 34.ª | —    | —     | 42.ª | —    | 41.ª | 37.ª | —    | 32.ª | —     | —     |

-: no participa
Ab.: abandono

X: ediciones no celebradas

La Vuelta a España Femenina conocida como Challenge by La Vuelta de 2015 a 2022.

## Equipos
- Bizkaia-Durango (2013-2017)
- Movistar Team (2018-2023)
- Laboral Kutxa-Fundación Euskadi (2024)